# Bătălia de la Wytyczno
Bătălia de la Wytyczno a avut loc pe 1 octombrie 1939 lângă satul Wytyczno de lângă Włodawa în Polonia. A fost o luptă între forțele poloneze ale Grupului de Apărare a Granițelor, condus de către generalul Wilhelm Orlik-Rückemann și armata sovietică în vremea invadării Poloniei.
După bătălia de la Szack de pe 28 septembrie, comandantul polonez a hotărât să treacă Bugul și să continue lupta de acolo. După o scurtă tihnă, pe 30 septembrie, polonezii au trecut râul. Cu toate că au fost învingători în majoritatea bătăliilor cu sovieticii, unitatea poloneză a fost redusă la numai 3,000 de oameni și îi lipsea echipamentul greu și muniția. Pe lângă acestea, mare parte a ostașilor din Grupul de Apărare a Granițelor au fost nevoiți să treacă prin multe părți din Polonia, cu unitatea medie trecând aproape 500 de kilometri în două săptămâni.
După ce au trecut drumul Wladawa-Trawniki, la puțină vreme de la 1 noaptea pe 1 octombrie, unitatea poloneză fiind atacată de o unitate de tancuri ale Diviziei 45 de Arme a Uniunii Sovietice. 
Armele Bofors 37 mm ale polonezilor au tras o distanță scurtă iar unitatea sovietică s-a retras, pierzând patru tancuri T-26. La puțin timp după ce s-au ivit zorii zilei sovieticii s-au întors, de data aceasta cu majoritatea unităților diviziei 45. Sovieticii, așteptând ca unitatea poloneză să fie rutată în întregime și compusă doar din ofițeri, a pornit un asalt frontal asupra satului Wytyczno. Totuși, taborurile poloneze au trecut drumul către pădurea din spatele satului și și-au așezat posturile de artilerie acolo, lucru ce i-a împuternicit pe polonezi să-și mențină pozițiile. 
Bătălia pentru controlul satului a continuat, ambele tabere având pierderi mari. La 9 dimineața artileria 75 mm poloneză nu avea mai mult de 60 de gloanțe rămase iar howitzerele nu mai aveau mai mult de 10 pe țeavă. Pentru a reduce presiunea dușmanului pe centrul unităților poloneze, Generalul Wilhelm Orlik-Rückemann a dat ordin ca Batalionul Polesiei să atace flancul sudic al inamicului. Cu toate acestea, soldații erau prea obosiți ca să înceapă asaltul și în mare parte au dezaprobat să urmeze ordinul. Comandantul Regimentului Sarny, Colonelul Nikodem Sulik a raportat ca apărătorii polonezi deveneau mai slabi cu fiecare oră și cu toată probabilitatea bătălia se va sfârși cu o înfrângere categorică a polonezilor. La 10.30 un consiliu de război a avut loc și s-a hotărât că singurul lucru ce putea fi făcut ca oamenii săi să supraviețuiască era să se retragă, să împartă unitatea în detașamente mai mici și să încerce să ajungă la unitățile Grupului Independent Operațional Polesie, care lupta în apropiere. În amiază unitățile poloneze s-au retras cu succes în păduri. Cea mai mare parte a lor s-a alăturat celeilalte unități poloneze în vreme ce Generalul Orlik-Rückemann și-a găsit drumul către Marea Britanie prin Lituania și Suedia. 
După ce Polonia și-a recâștigat independența în 1989, un monument a fost ridicat în Wytyczno pentru a onora soldații polonezi care și-au aparat libertatea acolo. În 1998, Daniel Fried, atunci ambasador al SUA în Polonia, a vizitat acest monument și i-a omagiat pe păzitorii polonezi ai Wytycznoului.